# Склеродактилия
Склеродактилия представляет собой локальное утолщение и уплотнение кожи пальцев рук. Склеродактилия обычно сочетается с атрофией подлежащих мягких тканей.
Термин «склеродактилия» образован путём слияния двух греческих слов: «skleros» — твёрдый и «daktylos», означающий палец — «твёрдые пальцы».
В ряде случаев, склеродактилия ассоциирована со системной склеродермой и синдромом Шарпа, аутоиммунными заболеваниями.
Склеродактилия — один из компонентов CREST-синдрома, варианта склеродермии.